# Петровский район (Ярославская область)
Петровский район — административно-территориальная единица в составе Ивановской и Ярославской областей, существовавшая в 1935—1959 годах. Центр — село (с 1943 — пгт) Петровское.
Петровский район был образован 25 января 1935 года в составе Ивановской области из частей Борисоглебского, Переславского и Ростовского районов.
В состав района вошли сельсоветы: Березниковский, Вилинский, Воронинский, Горецкий, Гусарниковский, Дементьевский, Захаровский, Зачатьевский, Итларский, Костьяновский, Любилковский, Михайловский, Никольский, Новосельский, Осницкий, Перовский, Петровский, Погостовский, Подберезьевский, Покровский, Рушиновский, Тарасовский, Филяевский и Чепоровский.
11 марта 1936 года Петровский район отошёл к Ярославской области.
В апреле 1943 года село Петровское стало посёлком городского типа, а Петровский с/с был упразднён.
В 1945 году Вилинский и Итларский с/с были переданы в Рязанцевский район.
В 1954 году Березниковский с/с был присоединён к Покровскому, Дементьевский и Михайловский — к Никольскому, Гусарниковский — к Любилкинскому, Захаровский — к Перовскому, Подберезьевский и Рушиновский — к Погостовскому. Воронинский и Филяевский с/с были объединены в Дмитрианвоский с/с, Костьяновский, Новосельский и Чепоровский — в Фатьяновский, Горицкий и Осницкий — в Карашский.
В 1959 году к Петровскому району был присоединён Итларский с/с упразднённого Рязанцевского района. В том же году Тарасовский с/с был присоединён к Фатьяновскому.
22 октября 1959 года Петровский район был упразднён, а его территория разделена между Борисоглебским, Переславским и Ростовским районами.